# Steinweg (Braunschweig)
Der Steinweg ist eine kurze Verbindungsstraße in Braunschweig von der Innenstadt nach Osten. Obwohl nicht Hauptverkehrsweg, hat die Straße doch eine wichtige Funktion. Sie erschließt aus der Innenstadt heraus „die Kultur Braunschweigs“, das Staatstheater Braunschweig, die Museen sowie im weiteren Verlauf nach Osten das Universitätsviertel.

## Etymologie
Der Name der Straße könnte sich von ihrem steinernen Belag oder aber von einem Lagerplatz für Steine herleiten, der sich vor langer Zeit dort befand. Die Etymologie ist nicht gänzlich klar.

## Unternehmen

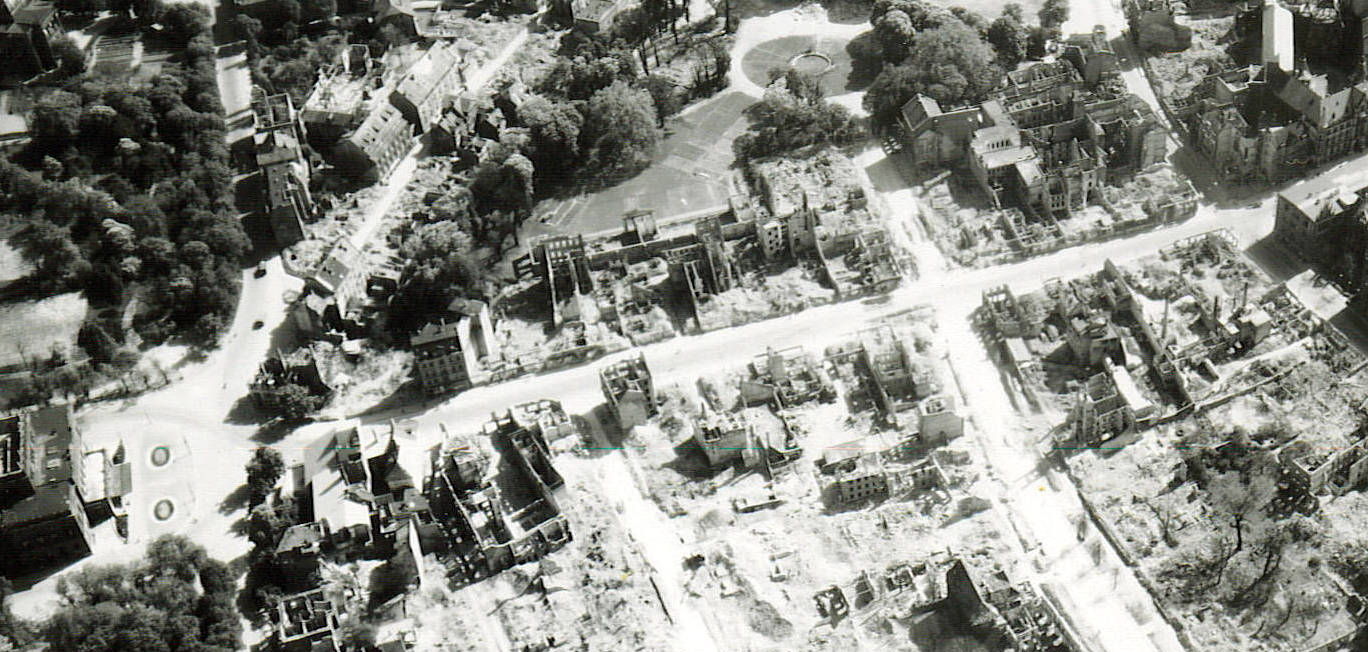
Luftbild von 1945 mit den Kriegszerstörungen, auf der linken Seite erkennt man die intakten Gebäude die für eine Neubebauung weichen mussten

Prägnant ist die Verbindung des Straßennamens „Steinweg“ mit der Klavierbauerfamilie gleichen Namens – das Stammhaus von Grotrian-Steinweg (Bohlweg 48) befindet sich zwar nicht direkt am Steinweg, jedoch in nur kurzer Entfernung querab. Der älteste Sohn Theodor der in die USA ausgewanderten Familie Steinweg, dann Steinway war im Herzogtum Braunschweig verblieben und verlagerte seine vom Vater Heinrich übernommene Klavierbauwerkstatt aus Seesen erst nach Wolfenbüttel, dann zusammen mit seinem Partner Grotrian 1862 nach Braunschweig nahe dem kulturellen Zentrum.

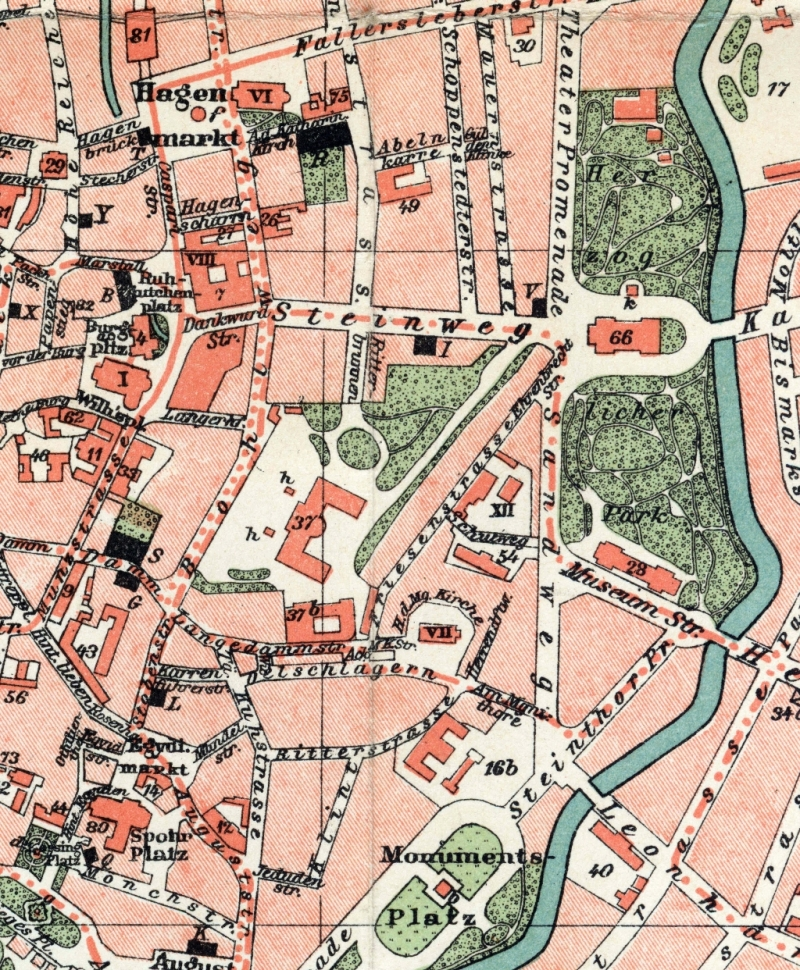
Stadtplan von 1899 mit dem Steinweg (oberes Drittel) und seiner unmittelbaren Umgebung.

Vor 100 Jahren befanden sich am Steinweg viele Geschäfte (Kolonial- und Zuckerwarenhandlung der Gebr. Jürgens seit 1881), Hotels (Park-Hotel, Zentralhotel) und Cafés. Das Café Lück war Mittelpunkt der gehobenen Gesellschaft Braunschweigs. In ihm sowie in den naheliegenden Hotels und Gastronomien verkehrten Angehörige des Adels, wie Herzog Ernst August mit seiner Familie, des Großbürgertum sowie Künstler. Dazu gehörten der Dirigent Wilhelm Furtwängler, der Komponist Max Reger und Prominente wie Graf Luckner und Elly Beinhorn, wenn sie Braunschweig einen Besuch abstatteten.

## Impressionen

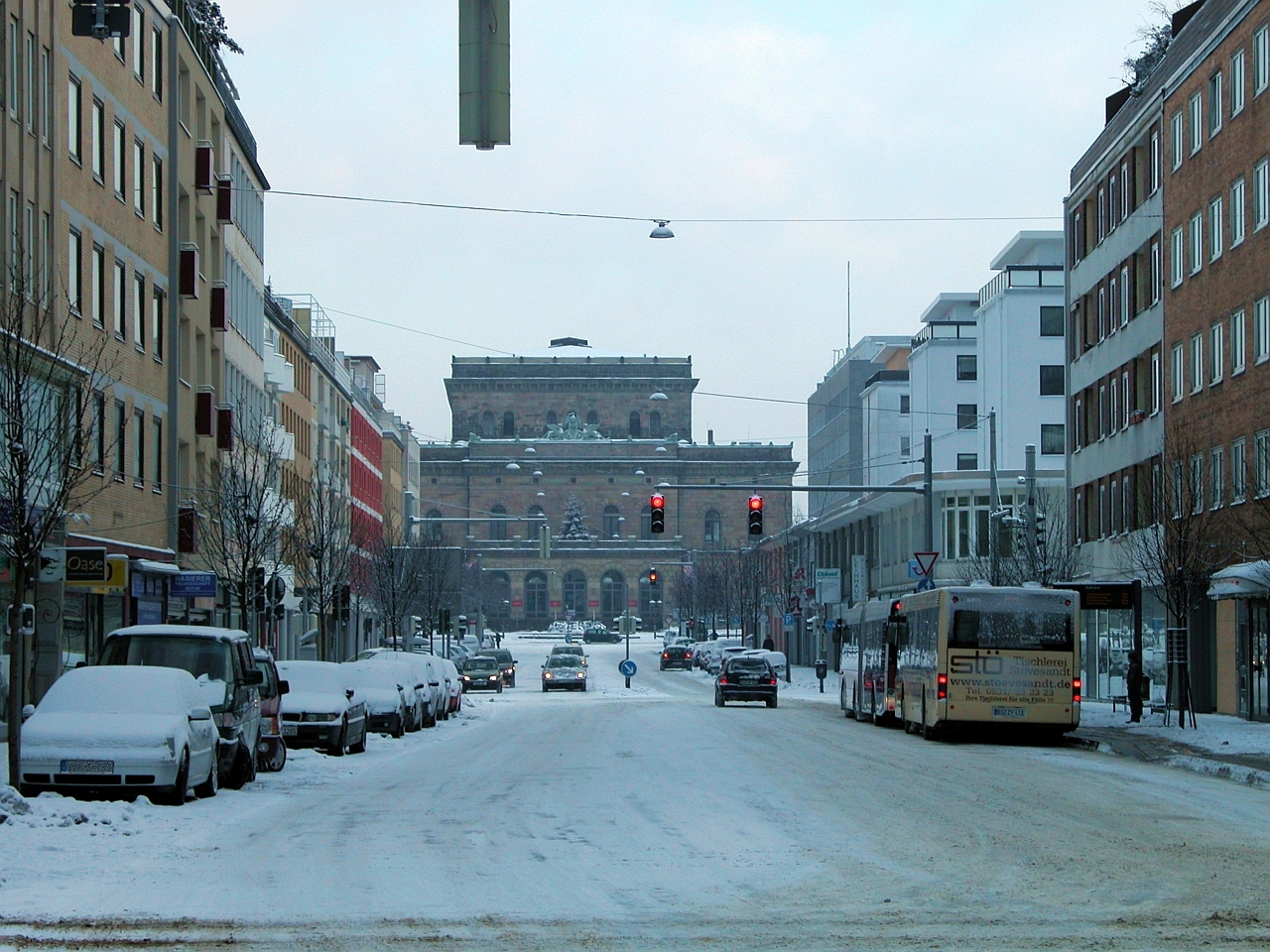
Der Steinweg im Dezember 2010.
Steinweg 4: Von 1748 bis 1786 Haus des Stadtkommandanten. Anschließend Wohn- und Geschäftshaus von Ludwig Otto Bleibtreu. Nach dessen Tod 1820 bewohnt von seinem Nachfolger Carl Friedrich Franquet und bis 1931 von Kunstsammler Arthur von Franquet.
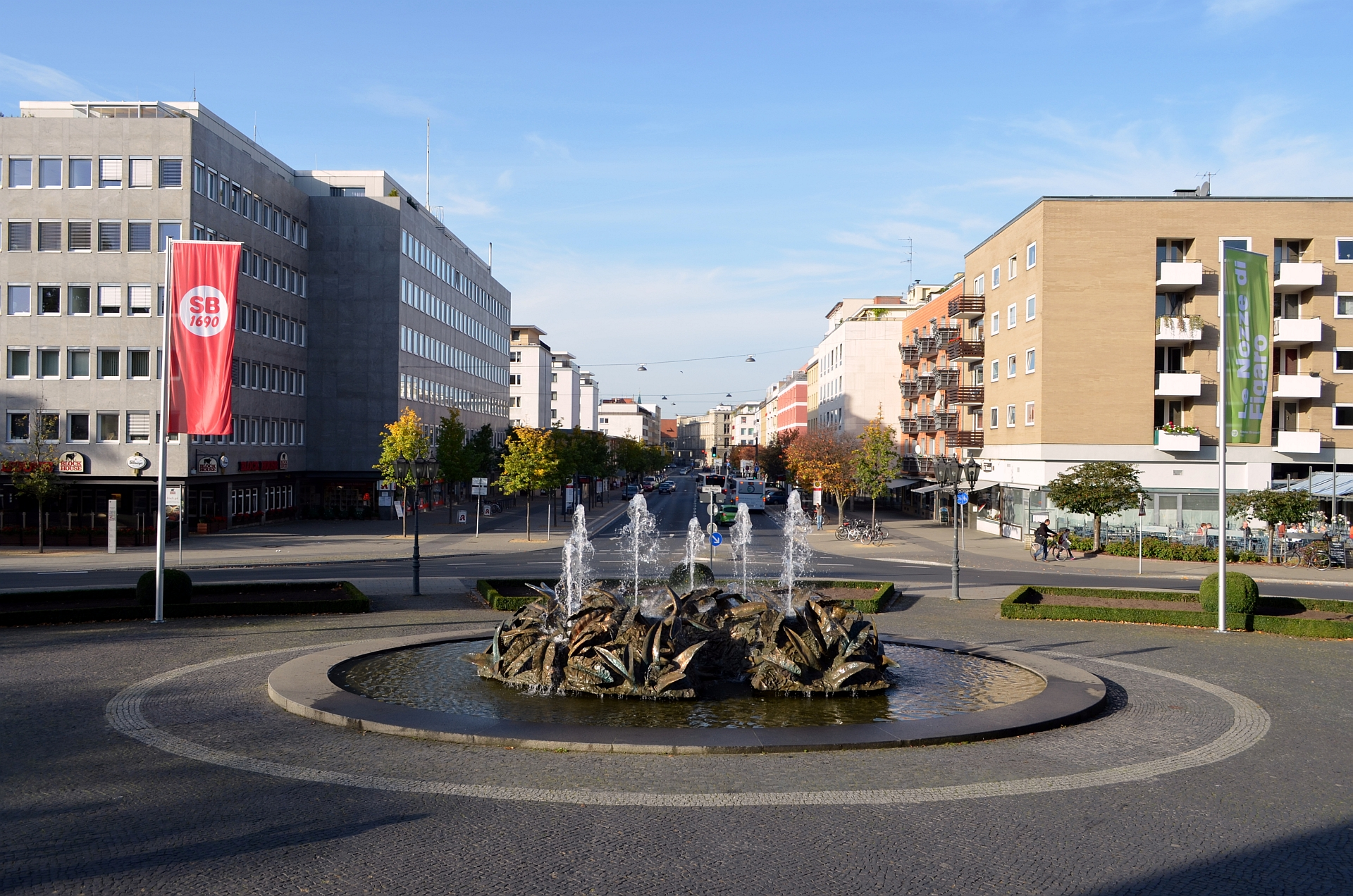
Blick den Steinweg hinunter Richtung Westen. Im Vordergrund der Cimiotti-Brunnen vor dem Staatstheater Braunschweig.
Der Steinweg um 1898: Rechts das 1861 von Constantin Uhde erbaute „Café Lück“, Steinweg 22.